# Dunkelreisratte
Die gemeine Dunkelreisratte (Melanomys caliginosus) ist ein in Mittel- und Südamerika verbreitetes Nagetier in der Familie der Wühler. Das Typusexemplar stammt aus der Provinz Esmeraldas im Norden Ecuadors. Die Art gilt als nicht gefährdet (least concern).

## Merkmale
Die Art ist ein mausähnliches Tier, das größer als die Alston-Braunmaus ist. Sie erreicht eine Gesamtlänge von 22 cm und hat oberseits dunkelbraunes Fell sowie unterseits leicht helleres Fell. Der Schwanz ist kürzer als Kopf und Rumpf zusammen. Der Schwanz ist 7 bis 11 cm lang und nackt, die Länge der Hinterfüße liegt bei 2,4 bis 2,8 cm und die Ohren sind etwa 1,6 cm lang. Oberseits sind gelbe und unterseits graue bis violette Töne eingemischt.

## Verbreitung und Lebensweise
Die Dunkelreisratte kommt von Honduras bis ins nordwestliche Venezuela sowie über Kolumbien nach Ecuador vor. Sie lebt an den Hängen der Gebirge und erreicht gewöhnlich 1000 Meter sowie selten 2300 Höhe. Die Tiere halten sich auf Waldlichtungen, in Buschländern und auf Weideland auf. Laut Wilson et al. 2017 wurden die Populationen östlich und nördlich von Kolumbien in andere Arten überführt.
Dieser Wühler kann tag- und dämmerungsaktiv sein. Er bewegt sich vorwiegend auf dem Boden und frisst meist Insekten wie Käfer, Nachtfalter und Grillen. Zusätzlich zählen Früchte und Samen zur Nahrung. Die Exemplare holen sich oft Futter an Vogelhäuschen. In Kolumbien waren Weibchen im März mit zwei Embryo trächtig.